# John Clifford (9e baron de Clifford)
Pour les articles homonymes, voir John Clifford et Clifford.
John Clifford (8 avril 1435 – 28 mars 1461), 9e baron de Clifford et 9e seigneur de Skipton, est un membre de la famille Clifford. Il est un chef militaire anglais de la maison de Lancastre durant la guerre des Deux-Roses.

## Biographie
Il est le fils du Thomas Clifford (1414-1455), 8e baron de Clifford, et de Jeanne Dacre (avant 1424 – avant 1455). Il hérite du titre familial à la mort de son père, qui est tué en 1455 à la première bataille de St Albans. Il est dès lors l'un des plus ardents partisans de la cause des Lancastre et dirige l'aile droite de leur armée lors de la bataille de Wakefield, le 30 décembre 1460. La bataille est une victoire écrasante des Lancastre et, après celle-ci, Clifford fait décapiter de son propre chef Edmond d'York, le deuxième fils de Richard d'York, qui a été blessé et capturé. Cet acte est vu comme un meurtre par la faction yorkiste, rendant furieux Édouard d'York, qui jure de se venger, et est désapprouvé par d'autres chefs lancastriens. Néanmoins, la reine Marguerite d'Anjou ne lui en tient pas rigueur. Clifford est tué trois mois plus tard à la bataille de Ferrybridge d'une flèche à la gorge. De son mariage avec Margaret Bromflete (1436-1493) sont issus trois enfants : Henry (qui prendra le titre de baron de Clifford en 1485), Richard et Elizabeth.

## Dans la fiction
Clifford est l'un des personnages principaux de la troisième partie de la pièce Henri VI de William Shakespeare, dans laquelle il est dépeint comme assoiffé de vengeance après la mort de son père et personnellement responsable de la décapitation d'Edmond d'York.

## Sources
- (en) Anthony Goodman, The Wars of the Roses : Military Activity and English Society, 1452–97, Londres, Taylor and Francis, 1990, 294 p. (ISBN 0-415-05264-5, lire en ligne)
- (en) Charles Ross, Edward IV, Yale University Press, 1997, 479 p. (ISBN 0-300-07372-0, lire en ligne)
- (en) Bertram Wolffe, Henry VI, New Haven/London, Yale University Press, 2001, 432 p. (ISBN 0-300-08926-0)